# Sinojohnstonia plantaginea
Sinojohnstonia plantaginea är en strävbladig växtart som beskrevs av H. H. Hu. Sinojohnstonia plantaginea ingår i släktet Sinojohnstonia och familjen strävbladiga växter. Inga underarter finns listade i Catalogue of Life.